# Ryan Jones (Rugbyspieler)
Ryan Paul Jones (* 13. März 1981 in Newport) ist ein ehemaliger walisischer Rugby-Union-Spieler, der als Flügelstürmer oder Nummer Acht eingesetzt wird. Er war als Kapitän für die walisischen Nationalmannschaft 33 mal und der Ospreys für 3 Jahre aktiv.

## Familie
Ryan Paul Jones war Sohn des Polizisten Stephen Jones und seiner Frau. Er heiratete am 11. Juli 2009 eine Sporttherapeutin des Swansea City A.F.C. und bekam einen Sohn mit ihr.

## Karriere
Jones begann erst mit 17 mit dem Rugby, zuvor war er als Torwart im Fußball aktiv. Seine erste Profisaison verbrachte er bei den Celtic Warriors, die sich nach dieser Spielzeit jedoch auflösten. Daraufhin wechselte er zu den Ospreys, mit denen er in seiner ersten Saison gleich den Titel in der Celtic League gewinnen konnte.
In derselben Spielzeit absolvierte Jones sein erstes Länderspiel für Wales gegen Südafrika. Er war Teil der Auswahlmannschaft, die 2005 den Grand Slam bei den Six Nations holen konnte. Diesen Erfolg konnten die Waliser, mit Jones als Kapitän, 2008 wiederholen. Aufgrund dieser Leistung wurde er zum Spieler des Jahres vom International Rugby Board nominiert. Sein Mannschaftskollege Shane Williams gewann die Wahl.
2005 war er Teil der Neuseeland-Tour der British and Irish Lions. Er stieß jedoch erst zum Kader als sich Simon Taylor verletzte. Seine Nichtnominierung für die 2009er-Tour der Lions nach Südafrika gilt als große Überraschung, da er als Kapitän der Waliser und der Ospreys in der Vergangenheit viele Erfolge feiern konnte. Seine Formschwankungen im Vorfeld der Nominierungen bewogen das Trainerteam jedoch dazu, ihn zunächst nicht in die Reihen der Lions aufzunehmen. Er rückte im Laufe der Tour dennoch in den Kader, nachdem sich Stephen Ferris verletzt hatte. Nach nur einem Tag musste er wieder abreisen, da bei ihm eine Gehirnerschütterung festgestellt wurde.
Im Jahr 2015 verkündete er ob andauernder Schulterprobleme seinen Rückzug aus dem Professionellen Rugby.